# Bermudy na Mistrzostwach Świata w Lekkoatletyce 2011
Bermudy na Mistrzostwach Świata w Lekkoatletyce 2011 reprezentowane były przez jednego zawodnika.

## Występy reprezentantów Bermudów

### Mężczyźni

#### Konkurencje techniczne
| Konkurencja | Zawodnik     | Eliminacje | Eliminacje | Finał    | Finał   |
| Konkurencja | Zawodnik     | Rezultat   | Pozycja    | Rezultat | Pozycja |
| ----------- | ------------ | ---------- | ---------- | -------- | ------- |
| Skok w dal  | Tyrone Smith | 7,91 m     | 19         |          |         |